# Pribrejni (Krasnodar)
|  | Per a altres significats, vegeu «Pribrejni». |

Pribrejni - Прибрежный (rus) - és un khútor del krai de Krasnodar, a Rússia. Es troba a la vora esquerra del Txelbas. És a 18 km al nord-oest de Kropotkin i a 127 al nord-est de Krasnodar. Pertany al khútor de Privolni.